# Fuglebjerg Sogn
Fuglebjerg Sogn var et sogn i Næstved Provsti (Roskilde Stift). Sognet blev 29. november 2020 lagt sammen med Tystrup Sogn og Haldagerlille Sogn under navnet Fuglebjerg-Tystrup-Haldagerlille Sogn
I 1800-tallet var Fuglebjerg Sogn anneks til Krummerup Sogn. Begge sogne hørte til Øster Flakkebjerg Herred i Sorø Amt. Krummerup-Fuglebjerg sognekommune blev senere delt så hvert sogn var en selvstændig sognekommune. Ved kommunalreformen i 1970 blev både Krummerup og Fuglebjerg indlemmet i Fuglebjerg Kommune, der ved strukturreformen i 2007 indgik i Næstved Kommune.
I sognet findes følgende autoriserede stednavne:
- Ellebæk (bebyggelse)
- Fuglebjerg (bebyggelse, ejerlav)
- Fuglebjerggård (ejerlav, landbrugsejendom)
- Fuglebjerglund (bebyggelse)
- Kastrup (ejerlav, landbrugsejendom)
- Kastrup Overdrev (areal)